# Parque Nacional do Lago Arpi
O Parque Nacional do Lago Arpi é um dos quatro parques nacionais protegidos da Arménia. Ocupando uma área de 250 km², fica no noroeste da província de Xiraque. Formado em 2009, está localizado ao redor do lago Arpi, no planalto de Xiraque e Javaquécia, a uma altura de 2000 metros acima do nível do mar. O parque é cercado pelas montanhas Elnacal no oeste e pela cordilheira de Javaquécia no noroeste.